# GoTo (télescope)

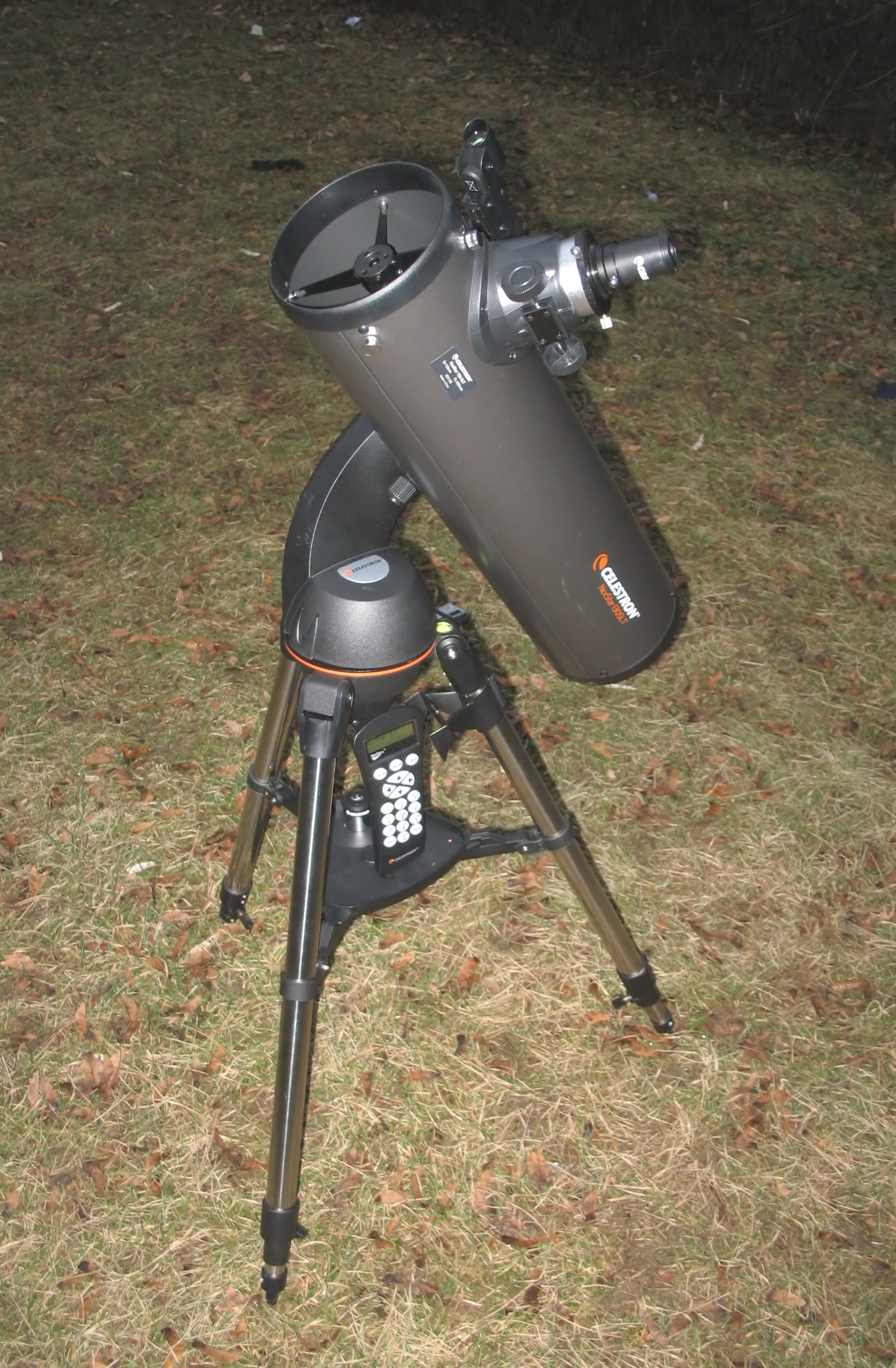
Un télescope sur une monture Goto.

Le Goto ou Go-To est un système utilisé en astronomie amateur pour pointer automatiquement les objets célestes avec des instruments d'observation. Une liste d'objets astronomiques est intégrée à un logiciel qui pilote l’instrument.
Le système dirige les moteurs des montures équatoriales et azimutales permettant le pointage.

## Principe
Le système informatique contient une carte du ciel complète. On réalise une calibration pour orienter la carte du ciel et initialiser la position des moteurs. La calibration consiste à entrer dans le système notre position, la date et l'heure d'observation puis de pointer des étoiles de calibration pour positionner la monture sur la voûte céleste. Plus le nombre d'étoiles pointées est grand et plus la calibration est précise. A noter que la calibration ne remplace pas la mise en station pour les montures équatoriales. Pour les montures azimutales, la calibration est équivalente à la mise en station. 

## Utilité du système
La principale utilité du système Go-To est le pointage automatique des objets célestes. Comme le pointage est automatique, une connaissance du ciel n'est pas nécessaire. Cependant on aura quand-même besoin de connaissances pour vérifier le pointage de la monture. A force de voir où nous mène le pointage, on peut apprendre petit à petit à se repérer dans le ciel. De plus dans un ciel avec beaucoup de pollution lumineuse, ce système peut s'avérer très utile quand peu d'étoiles sont visibles.
L'autre utilité de ce système est la poursuite de l'objet. Un objet peut ainsi rester au centre de l'oculaire sans intervention humaine grâce à ce système. Ceci peut être très utile pour des animations publiques notamment. De plus ce système permet de faire de l'astrophotographie, même si d'autres systèmes de suivi plus performants sont souvent utilisés en complément.

## Utilisation avec un ordinateur
Comme la monture est motorisée, on peut la relier à un logiciel d'astronomie pour pointer les objets directement à partir du logiciel. On peut ainsi plus facilement pointer des objets qui ne sont pas intégrés à la base de données de la monture tels que les astéroïdes et les comètes, bien que l'on puisse aussi rentrer directement les coordonnées astronomiques dans la raquette de commande.